# Ernst Volkmar Kohlschütter

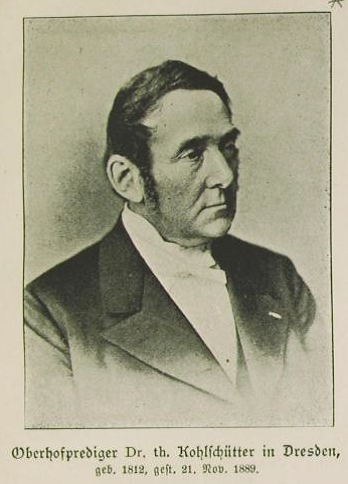
Oberhofprediger Kohlschütter, 1812 – 1889

Ernst Volkmar Kohlschütter (* 31. Oktober 1812 in Dresden; † 20. November 1889 ebenda) war ein deutscher evangelischer Theologe.

## Leben
Geboren als Sohn des Rechtswissenschaftlers Karl Christian Kohlschütter, besuchte Ernst Volkmar 1826 die Fürsten- und Landesschule St. Afra, studierte Evangelische Theologie von 1831 bis 1834 an der Universität Leipzig und ging dann an die Universität Jena, wo er seine Studien 1835 beendete. Während seines Studiums wurde er 1831 Mitglied der Leipziger Burschenschaft und 1834 der Jenaischen Burschenschaft.
Ende 1835 wurde er als Hilfsprediger bei der Evangelisch-Reformierten Gemeinde in Dresden angestellt, wurde von dort 1841 als Archidiakon in Glauchau berufen und übernahm später das Pfarramt in Gesau (bei Glauchau).
1846 berief man ihn zum Superintendenten in Glauchau, er wurde damit verbunden Konsistorialrat im Konsistorium von Schönburg. 1855 folgte er einem Ruf als Oberpfarrer an der Kreuzkirche in Dresden. Damit war er Superintendent der Ephorie Dresden I. (Stadt), Konsistorialrat in dem Evangelischen Landeskonsistorium und Beisitzer des Appellationsgerichts in Dresden. 1873 rückte er zum sächsischen Oberhofprediger und Vizepräsidenten des sächsischen Landeskonsistoriums auf. Von Amts wegen war er damit auch Abgeordneter in der I. Kammer des Sächsischen Landtags.
Er ließ unter anderem mehrere Predigten drucken und gab 1843 in Dresden die Predigten des Dresdner reformierten Pfarrers Friedrich Girardet (1789–1841) heraus.
Die Kohlschütterstraße in der Dresdner Seevorstadt, die um 1960 Baumaßnahmen zum Opfer fiel, war nach ihm benannt.

## Schriften (Auswahl)
- Predigt am 6. Juli 1839 dem Gedächtnißtage der vor dreihundert Jahren in Dresden eingeführten Reformation in der evangelisch-reformirten Kirche daselbst gehalten. Dresden 1839. (Digitalisat)
- Gebet und Trauerrede am Sarge des Erlauchten Grafen Carl Heinrich Alban, Grafen und Herrn von Schönburg, am 26. März 1864 gehalten. Dresden 1864
- Die Verwerthung der Kirchengemeinde- und Synodalinstitutionen zur Lösung der Aufgaben, welche den evangelischen Landeskirchen Deutschlands gegenüber den sozialen Fragen der Gegenwart obliegen. Cotta, Stuttgart 1878.